# Medasina jana
Medasina jana là một loài bướm đêm trong họ Geometridae.